# オーストリアの国章
オーストリアの国章（オーストリアのこくしょう）は第一次世界大戦の終わり以来、ナチス・ドイツによる併合（アンシュルス）を挟んで、オーストリアの象徴として使用されている。かつてのオーストリア・ハンガリー帝国の国章でハプスブルク家の紋章でもあった双頭の鷲は、頭ひとつの普通の鷲に置き換えられている。

## 構成
鷲の胸には、現在のオーストリアの国旗のデザインの元となったオーストリア大公国の盾がある。鷲の鉤爪はそれぞれ金の鎌と金のハンマーを握っている。これには、共産主義のシンボルである鎌と槌との関係はない。鷲の頭に載っている金の城壁冠（自治都市の象徴）と合わせ、これら三つはカール・レンナーによって制定当時のオーストリアを代表する「三つの階級」（労働者、農民、ブルジョワ）の統一を意味するものとされた。
鷲の両足につながっている千切れた鉄の鎖は、ナチス・ドイツからの解放を示しており、第二次世界大戦後に付け加えられたものである。

## ギャラリー

オーストリア公国の紋章
オーストリア大公国の紋章（1512年）
オーストリア帝国の国章（一般的な帝位・王位のシンボルである宝珠と剣・王笏が、左右の足にそれぞれ握られている。）
オーストリア・ハンガリー帝国の国章
1918年から1919年までのドイツ＝オーストリア共和国の国章
1919年から1934年までのオーストリア第一共和国の国章（千切れた鎖が無い）
1934年から1938年（ナチスドイツへの併合）までの、オーストロ・ファシズム期のオーストリア（「オーストリア連邦国」）の国章。